# Rhinichthys cobitis
La carpita locha (Rhinichthys cobitis) es una especie de peces de la familia de los Cyprinidae en el orden de los Cypriniformes.

## Morfología
Los machos pueden llegar alcanzar los 6 cm de longitud total.

## Hábitat
Es un pez de agua dulce y de clima templado.

## Distribución geográfica
Se encuentran en Norteamérica:  cuencas de los ríos Gila en Nuevo México y Arizona (Estados Unidos) y San Pedro en Arizona (Estados Unidos) y el norte de Sonora (México).